# Adelfofagie
Adelfofagie (van Grieks: adelphoi = "broer" en phāgein = "eten") is een vorm van embryonaal kannibalisme die voorkomt bij dieren. Bij adelfofagie gebruikt het sterkste embryo andere embryo's in het moederlichaam als voedsel. Adelfofagie komt voor bij eierlevendbarende kraakbeenvissen van de orde makreelhaaien (Lamniformes), onder andere bij de zandtijgerhaai (Carcharias taurus).